# اروپا کلیپر
اروپا کلیپر (که پیش‌تر با عنوان Europa Multiple Flyby Mission نیز شناخته می‌شد) یک مأموریت میان‌سیاره‌ای است که توسط ناسا در حال توسعه بوده و شامل یک مدارگرد است. این مدارگرد برای ارسال در سال ۲۰۲۴ م. برنامه‌ریزی شده‌بود. این مأموریت در ۱۴ اکتبر ۲۰۲۴ بر روی یک پرتابگر فالکن سنگین به فضا پرتاب شد. اروپا کلیپر پس از رسیدن به مدار مشتری به منظور مطالعهٔ قمر گالیله‌ای اروپا، در حالی‌که در مدار اطراف سیارهٔ مشتری قرار دارد، پروازهای در سطح پایین در اطراف این قمر انجام خواهد داد.
مدارگرد اروپا کلیپر از محموله‌ای علمی متشکل از ۹ ابزار تشکیل‌شده و با کمک پیمانکارانی چون آزمایشگاه پیش‌رانش جت، APL، مؤسسهٔ تحقیقات جنوب‌غربی، دانشگاه تگزاس در آستین، دانشگاه ایالتی آریزونا و دانشگاه کلرادو بولدر ساخته شد.
مهندسین در طراحی مسیر حرکت کلیپر با دشواری پیچیده‌ای رو به رو بودند. از آنجا که اروپا در کمربند تابشی شدید اطراف مشتری واقع است، کاوشگری که بخواهد این ماه را دور بزند در عرض چند ماه ذوب می‌شود. برای برطرف ساختن چنین تهدیدی و طولانی کردن این مأموریت، مهندسین تصمیم گرفتند که کلیپر را در مدار بزرگتری بیرون از این کمربند تابش قرار دهند براین می‌توانند مسیر آن را چنان تغییر دهند که لبهٔ این مدار به مشتری نزدیک‌تر شده و ۴۵ بار از کنار اروپا بگذرد یکی از اهداف گذراندن کلیپر از کنار اروپا این است تا بخار آبی را مطالعه کنند که از آبفشان‌های اروپا به بیرون فواره می‌زند و تلسکوپ فضایی هابل آن‌ها را مشاهده کرده است یا حتی کلیپر را از خلال این آبفشان‌ها عبور دهند. کلیپر می‌تواند کاوشگرهای ریزی را در این آبفشان‌ها رها سازد و از بخار آب آن‌ها نمونه‌گیری کند. حال که کلیپر روی اروپا فرود نمی‌آید، مطالعه این بخار آب بهترین شانسی است که ما داریم تا اطلاعاتی دربارهٔ اقیانوس اروپا به دست آوریم.
فرستادن نام همراه با فضاپیما
ناسا از عموم مردم دعوت کرد نام خود را به نسخهٔ اصلی شعری که همراه با مأموریت اروپا کلیپر ناسا به‌سوی قمر اروپا ارسال خواهد شد اضافه کنند. این شعر و نام‌ها، مانند پیامی در یک بطری، میلیاردها کیلومتر سفر خواهند کرد.
در کارگروهی با نام «پیام در بطری» نام‌های بسیاری دریافت شد و شعری با عنوان «در ستایش رمز و راز: شعری برای اروپا»، که شاعر آن آدا لیمون نام دارد، روی یک ریزتراشه قرار گرفت. 